# Kyyvesi
Kyyvesi est un lac de Finlande de la municipalité de Kangasniemi ainsi que de Mikkeli. Le lac mesure 12 823 hectares soit 128,23 kilomètres carrés. Il s’agit du trente-septième plus grand lac de Finlande.